# Radulidium epichloës
Radulidium epichloës är en svampart som först beskrevs av Ellis & Dearn., och fick sitt nu gällande namn av Arzanlou, W. Gams & Crous 2007. Radulidium epichloës ingår i släktet Radulidium, divisionen sporsäcksvampar och riket svampar.   Inga underarter finns listade i Catalogue of Life.